# SpVgg Sandhofen
Die Spielvereinigung (SpVgg) Sandhofen 03 war ein 1903 gegründeter Verein aus dem Mannheimer Stadtteil Sandhofen. Im Verein dominierte die Fußballabteilung, daneben bestanden Abteilungen für Handball, Kegeln und Gymnastik. Die Fußballer spielten in den 1920er und 1930er Jahren zeitweise in den jeweils obersten Spielklassen und von 1958 bis 1965 in der 1. Amateurliga. Im Jahr 2017 fusionierte die Spielvereinigung Sandhofen mit drei weiteren Vereinen zum SKV Sandhofen.

## Geschichte
Der Verein im Mannheimer Norden wurde im Jahr 1903 als Fußballgesellschaft (FG) Germania Sandhofen gegründet, im Jahr darauf schloss man sich dem Verband Süddeutscher Fußball-Vereine sowie dem Deutschen Fußball-Bund an und nahm erstmals an Meisterschaftsrunden teil. Vereinsinterne Probleme sorgten jedoch schon 1908 für die Auflösung der Fußballgesellschaft und zur Neugründung als FC Phönix Sandhofen. Nach dem Ersten Weltkrieg schloss man sich mit zwei weiteren Sandhofener Vereinen, dem FV 1902 Sandhofen und dem SV 1918 Sandhofen, zusammen und fusionierte am 9. Januar 1919 zur Spielvereinigung 03 Sandhofen.
Auch wenn sich die Sandhofener in den Meisterschaftsrunden gegen die beiden Mannheimer Spitzenvereine VfR Mannheim und SV Waldhof nie durchsetzen konnte, spielte die Spielvereinigung in den Lokalderbys der späten 1920er und der 1930er Jahre des Öfteren das „Zünglein an der Waage“, wenn es um die Meisterschaft der Bezirksliga bzw. später der Gauliga ging. Zur Saison 1926/27 war nach mehreren erfolglosen Anläufen der Aufstieg in die höchste Spielklasse, der Bezirksliga Rhein, gelungen, wo man sich in den darauf folgenden Jahren etablieren konnte, bis mit der Einführung der Gauligen 1933 zunächst wieder die Rückstufung in die zweitklassige Fußball-Bezirksklasse Unterbaden erfolgte. Die erfolgreichste Zeit des Vereins begann in der Spielzeit 1935/36, als sich die Schwarz-Weißen als Meister der Bezirksklasse Unterbaden-West zunächst mit zwei Siegen über den VfB Wiesloch für die Aufstiegsrunde zur Gauliga Baden qualifizierte und dort nach vier Siegen bei zwei Niederlagen als zweiter Aufsteiger neben dem FC Rastatt 04 für die höchste Spielklasse qualifizierte. In der Runde 1936/37 waren die Sandhofener – neben dem SV Waldhof, dem VfR und dem VfL Neckarau – einer von vier Gauliga-Vereinen aus der Fußballhochburg Mannheim. Trotz der großen örtlichen Konkurrenz hielt sich die Spielvereinigung sechs Jahre lang – bis 1942 in der höchsten Liga. 
Nach dem Zweiten Weltkrieg, am 22. September 1945, wurde der Verein aufgelöst und als Spiel- und Sportvereinigung Sandhofen neu gegründet; am 7. Januar 1947 nahm man den alten Vereinsnamen wieder an. Die Fußballklassen waren nach dem Krieg neu eingeteilt worden. Als höchste Spielklasse in Süddeutschland wurde bereits 1945 die Oberliga Süd eingeführt, Mannheim stellte hier mit dem SV Waldhof und dem VfR zwei Vertreter. Die zweithöchste Spielklasse bildete (bis 1950) die Landesliga Nordbaden, die zehn Mannschaften umfasste, darunter die SpVgg Sandhofen. Die erste Runde schloss man mit Platz 6 ab, in den darauf folgenden Jahren waren die Schwarz-Weißen wenig erfolgreich und stiegen nach der Saison 1948/49 schließlich als Drittletzter aus der Landesliga ab. 
Nachdem man 1956 um den Abstieg in die A-Klasse gerade noch herumgekommen und erst 1958 wieder der Sprung in die 1. Amateurliga gelungen war, stand die Spielvereinigung im Anschluss an die Runde 1959/60 kurz vor der Qualifikation für das Vertragsfußballlager. Nach der Meisterschaftsrunde lagen die SpVgg Sandhofen und Phönix Mannheim punktgleich an der Tabellenspitze, so dass der nordbadische Meister in einem Entscheidungsspiel ermittelt werden musste. Vor 13.000 Zuschauern auf dem VfR-Platz musste sich die Spielvereinigung aber mit 2:3 knapp geschlagen geben. Allerdings hätte man im Erfolgsfall aus wirtschaftlichen Gründen auf den Aufstieg in die 2. Liga Süd ohnehin verzichtet. Nach fünf weiteren Jahren in der obersten Amateurliga musste die SpVgg Sandhofen 1965 aus dieser wieder absteigen; bereits im Vorjahr war man dem Abstieg erst in einem Entscheidungsspiel entgangen. Damit war die Präsenz des Sandhofener Traditionsvereins im überregionalen Fußballgeschehen beendet. Nach acht weiteren Jahren musste man auch die 2. Amateurliga verlassen.

## Nachfolgeverein SKV Sandhofen
Im Jahre 2017 fusionierte die SpVgg Sandhofen mit dem TC Sandhofen, dem TSV Sandhofen und der 1. SKG „Die Stichler“ Sandhofen zum Sport und Kultur Verein Sandhofen. Der SKV Sandhofen startete in der Kreisklasse A. Im Jahre 2022 stieg die Mannschaft in die Kreisliga Mannheim auf.